# Płat (matematyka)
Płat – rodzaj skończenie wymiarowej podprzestrzeni euklidesowej.

## Definicja formalna
Zbiór {\displaystyle P\subset \mathbb {R} ^{n}} nazywamy m-wymiarowym płatem, jeżeli istnieje dyfeomorfizm f określony na pewnym zbiorze otwartym {\displaystyle G\subset \mathbb {R} ^{m}} taki, że f(G)=P. Dyfeomorfizm f nazywamy przedstawieniem parametrycznym płata P. Jednowymiarowe płaty zwyczajowo nazywa się łukiem otwartym.

## Własności
Płat jest przede wszystkim pojęciem pomocniczym, wykorzystywanym przy badaniu innych obiektów matematycznych. Np. zachodzi:
- Niech f,g przedstawienia parametryczne płata P określone odpowiednio na zbiorze A i B. Przekształcenie {\displaystyle f^{-1}\circ g} jest dyfeomorfizmem i przekształca zbiór B na zbiór A.

## Przykłady
- Każdy podzbiór otwarty Rn jest płatem.
- Wykres dowolnej funkcji klasy co najmniej C1(A), dla otwartego zbioru A, czyli zbiór punktów postaci (x,f(x)) (x może być punktem przestrzeni więcej niż jednowymiarowej; x należy do A) jest płatem.